# Olešná nad Vltavou

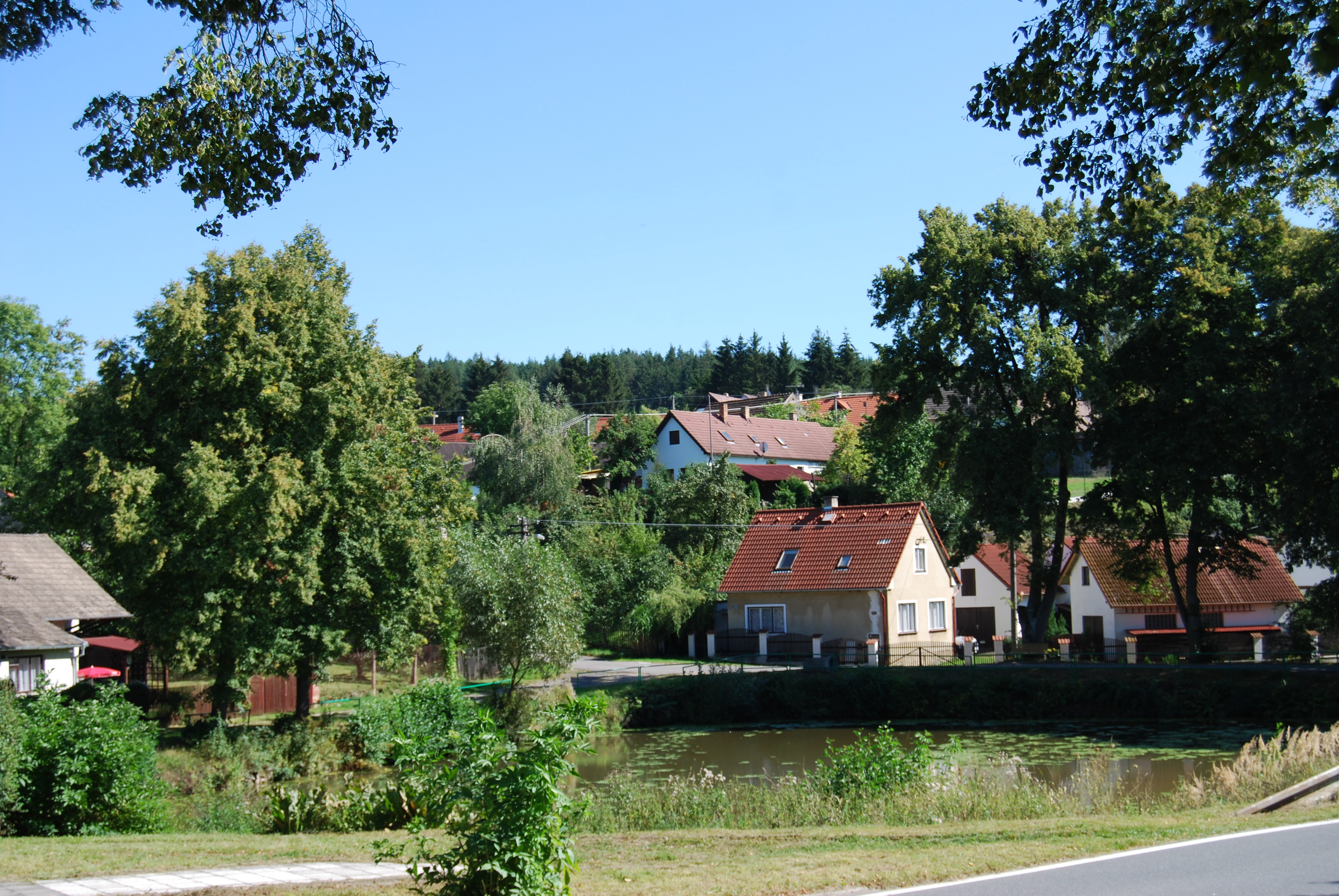
Ortsansicht

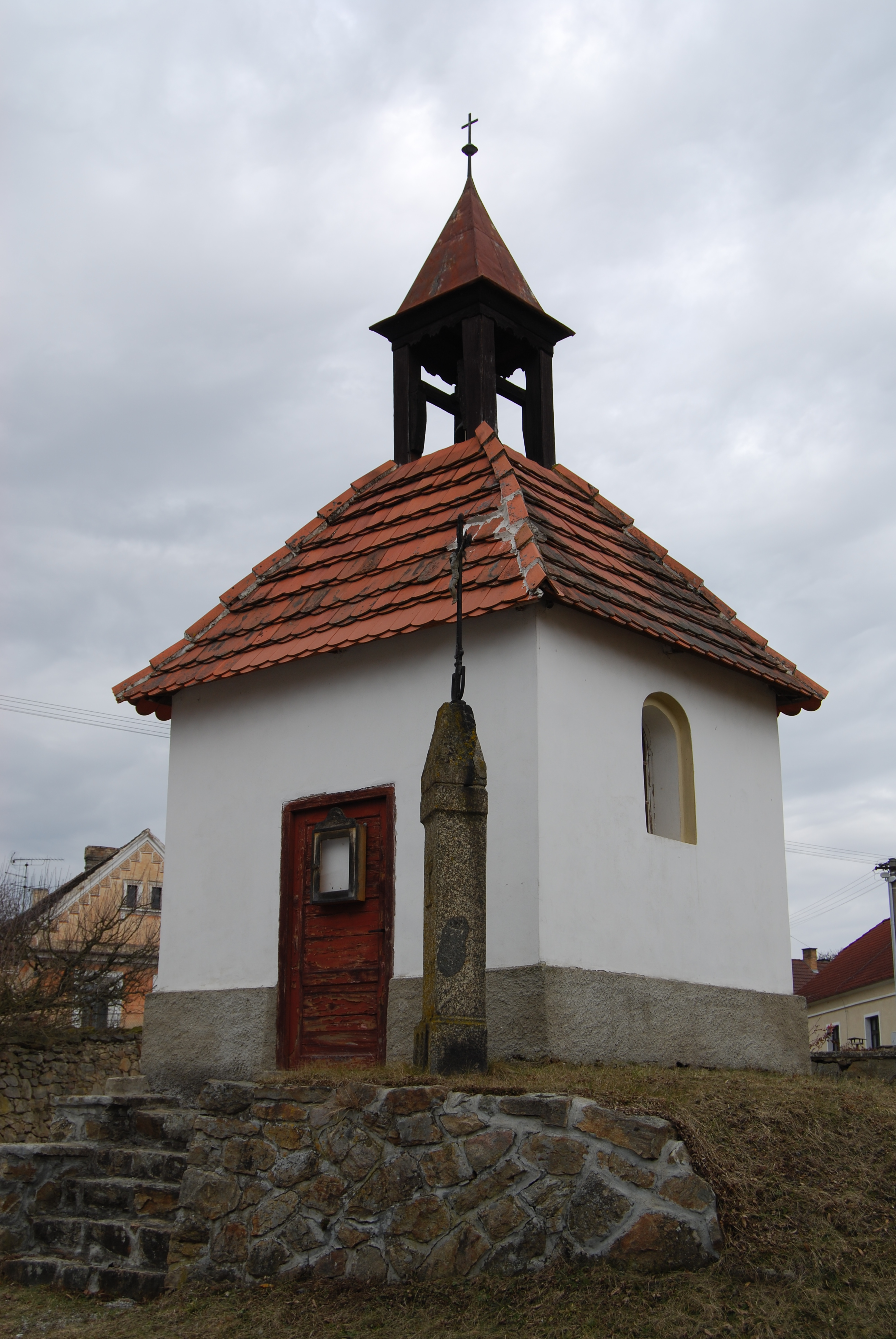
Kapelle Johannes des Täufers

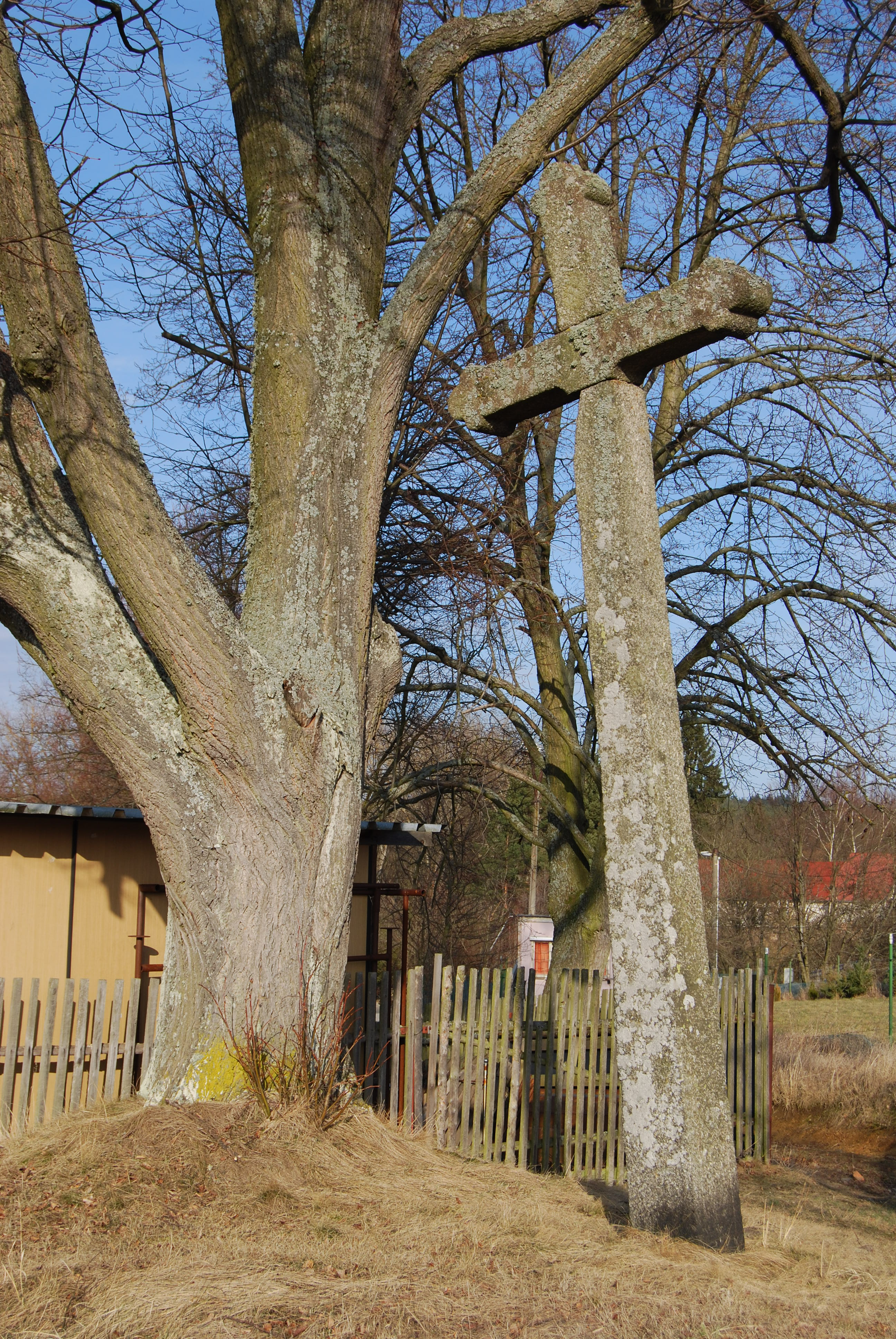
Steinernes Kreuz am Ortsrand

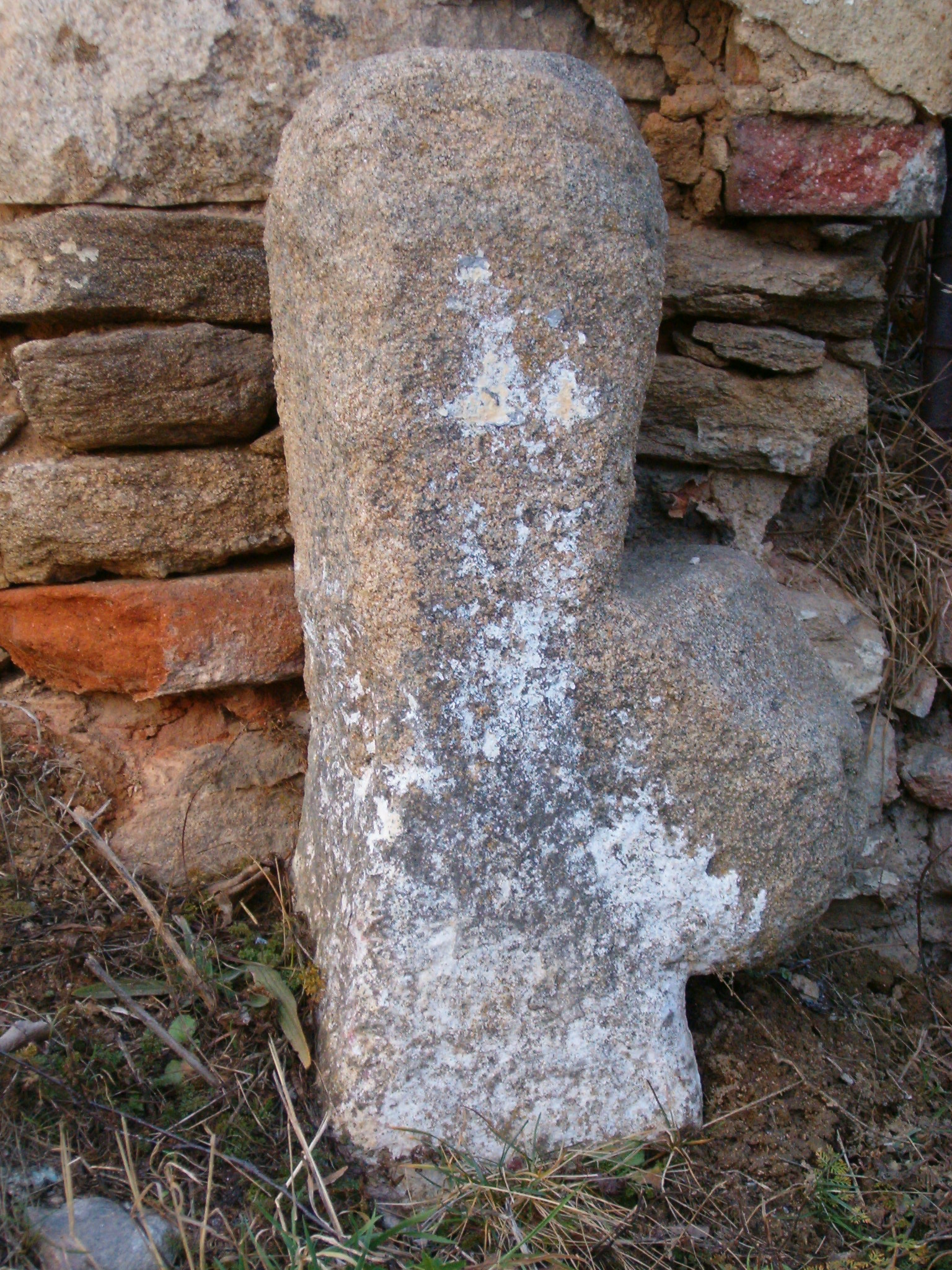
Sühnekreuz

Olešná (deutsch Woleschna) ist eine Gemeinde in Tschechien. Sie liegt 13 Kilometer nordwestlich von Bechyně in Südböhmen und gehört zum Okres Písek.

## Geographie
Olešná liegt im Süden der zum Mittelböhmischen Hügelland gehörigen Milevská pahorkatina im Tal des Baches Velký potok. Das Dorf befindet sich rechtsseitig über dem durch die Orlík-Talsperre gefluteten Moldautal. Gegen Nordwesten steht die Brücke Podolský most. Nordöstlich erhebt sich der Velké Mokří (519 m), im Süden der Dubový vrch (524 m).
Nachbarorte sind Podolí I im Norden, Dolní Rastory, Ovčín, Kozí Hora, Bojenice und Bilinka im Nordosten, Leveč, Svatkovice und Rakov im Osten, Široká, Nemějice und Slabčice im Südosten, Písecká Smoleč, Jehnědno, Kozín und Chřešťovice im Süden, Hájovna, Strouhy und Dobešice im Südwesten, Horní Záhoří und Jamný im Westen sowie Temešvár und Podolsko im Nordwesten.

## Geschichte
Archäologische Funde von keltischen Gegenständen aus der Bronzezeit belegen eine frühzeitliche Besiedlung der Gegend.
Die erste schriftliche Erwähnung des Dorfes erfolgte 1379 in einem von Erzbischof Johann Očko von Wlašim in Auftrag gegebenen Verzeichnis sämtlicher erzbischöflicher Herrschaften. Das vom erzbischöflichen Notar Jindřich Hezlín von Humpolec zwecks Erhebung einer Sondersteuer zur Unterstützung König Wenzels IV. erarbeitete Verzeichnis weist Olešná als eines von 33 Dörfern der Herrschaft Thein aus. Am 20. August 1415 musste Erzbischof Konrad von Vechta die Herrschaft als Folge von Misswirtschaft an Jan von Sobětice verpfänden. 1416 ging das Pfand gänzlich an diesen über. Nach der Schlacht am Weißen Berg wurde die Herrschaft konfisziert und durch König Ferdinand II. als Ganzes wieder dem Erzbistum Prag übergeben.
Im Jahre 1840 bestand Woleschna/Wolessna aus 52 Häusern mit 412 Einwohnern. Zum Dorf gehörten, abseitig gelegen, eine Mühle, ein Halbbauer und sechs Dominikalhäusler. Pfarrort war Křesstiowitz (Chřešťovice). Im Jahre 1848 lebten in dem Ort 457 Menschen. Die Bewohner lebten von der Landwirtschaft und dem Handwerk. Bis zur Mitte des 19. Jahrhunderts blieb das Dorf immer der erzbischöflichen Herrschaft Moldau-Thein untertänig.
Nach der Aufhebung der Patrimonialherrschaften bildete Volešná/Woleschna ab 1850 einen Ortsteil der Gemeinde Podolí in der Bezirkshauptmannschaft und dem Gerichtsbezirk Písek. Im Jahre 1870 wurde Volešná eigenständig, 1887 erfolgte die Umgemeindung von Rastory aus der Gemeinde Křenovice. Seit 1924 führt die Gemeinde den amtlichen Namen Olešná. Im Jahre 1949 wurde Olešná dem Okres Milevsko zugeordnet; nach dessen Aufhebung kam sie Ende 1960 zum Okres Písek zurück, zugleich erfolgte die Eingemeindung nach Podolí I. Nach einem Referendum löste sich Olešná zum 24. November 1990 wieder von Podolí I los und bildete eine eigene Gemeinde. Olešná ist heute ein Erholungsort; in der Gemeinde bestehen 49 Ferienhäuser und 42 Ferienhütten.

## Gemeindegliederung
Für die Gemeinde Olešná sind keine Ortsteile ausgewiesen. Zu Olešná gehören die Siedlung Strouhy und die Einschicht Hájovna.

## Sehenswürdigkeiten
- Kapelle Johannes des Täufers am Dorfplatz, erbaut in der ersten Hälfte des 19. Jahrhunderts
- Steinernes Kreuz am Ortsrand
- Sühnekreuz im Dorf
- Straßenbrücke Podolský most, die 510 m lange Bogenbrücke aus Stahlbeton entstand in den Jahren 1939 bis 1943, der Entwurf wurde 1937 in Paris zur schönsten Brücke Europas gekürt.
- Aussichtspunkt Skály, südlich des Dorfes auf den Felsklippen über einer Seitenbucht des Stausees. Gegenüber erhebt sich auf einem Sporn der Burgstall Chřešťovice mit der Kirche Johannes des Täufers aus dem 14. Jahrhundert